# Атмосфера (эстетика)
Атмосфера — фундаментальное понятие в неклассической новой эстетике, обозначающее:
- субъективное или социальное настроение, опосредованное внешней средой.
- объективное свойство среды, которое можно отнести не только к отдельному предмету, но и к способу сборки этой среды. Такое понимание атмосферы выдвинул Гернот Бёме, предполагая воспроизводимость атмосферы, то есть её одинаково действующего эффекта на разных людей. Г. Бёме писал об атмосфере как о промежутке, который связывает окружающую среду и состояние человека.

Согласно Герноту Бёме, атмосферы остаются неопределёнными прежде всего в отношении их онтологического статуса, что подразумевает под собой нашу неопределённость относительно того, с чем связывать понятие атмосферы (с объектом, элементом среды, из которого она исходит, или с субъектом, который испытывает её на себе). Неопределённость продолжается и в связи с местом, где атмосферы находятся/обитают/располагаются.
«Использование выражения «атмосфера» в эстетическом дискурсе приводит некоторых к заключению, что оно отсылает к чему-то, что релевантно чувственному опыту, (но чью структуру и артикуляцию ещё предстоит выработать)».
Бёме предлагает подойти к определению концепта атмосферы, посредством определения особенного промежуточного статуса атмосферы между субъектом и объектом.

## Происхождение понятия
«Атмосфера» — понятие, которое довольно продолжительный период времени фигурировало в эстетическом дискурсе, не становясь полноценной концепцией в эстетической теории.
Попытки оформить феномен «Атмосферы» в полноценную концепцию были предприняты Вальтером Беньямином в эссе «Произведение искусства в эпоху его технической воспроизводимости», где он заменил атмосферу понятием ауры. Аура Беньямина понимается через вовлечение (поглощение) в «странное сплетение места и времени», и вводит дифференциацию между оригиналом и репродукцией, получающей всё большую актуальность ввиду внедрения новых технологий копирования.
Однако, Марсель Дюшан с помощью своих реди-мейдов смог срастить искусство с повседневностью, тем самым доказав присутствие ауры или же атмосферы даже в репродукциях.
Герман Шмиц, основываясь на идеях Людвига Клагеса о «реальности образов» раскрывает пространственный характер атмосферы, как необладающей границами, рассеянной и неимеющей точного местоположения, и являющейся эмоционально заряженной энергией чувств, то есть пространственным носителем настроений. Таким образом его феноменологическая концепция отрицает возможность создания атмосферы за счёт качеств самих вещей.

Легитимизируя идею атмосфер, преодолевая ранее изложенные идеи, Гернот Бёме переводит Шмитцевскую телесную феноменологию в эстетику атмосфер, считая, что аспект естественности и телесности в опыте ауры является ключевым её определением. Видя человека, как телесное чувственное существо, вовлечённое в «экологические контексты», Бёме уделяет особое внимание «отношениям между воспринимающим и качествами воспринимаемого».
«Атмосфера — это то, что связывает объективные факторы и созвездия окружающей среды с моими телесными ощущениями в этой среде. Это означает: атмосфера — это то, что находится между ними, то, что является посредником между двумя сторонами. Отсюда вытекают две основные черты теории атмосфер. А именно, во-первых, эта атмосфера представляет собой нечто среднее между субъектом и объектом, и поэтому к ней можно подойти двумя разными способами: либо с точки зрения эстетики восприятия, либо с точки зрения эстетики производства. Атмосферы квазиобъективны, а именно они существуют; вы можете войти в атмосферу, и вы можете быть удивительно захвачены атмосферой..».
Атмосфера понимается как нечто разлитое в пространстве, порождённое вещами, под влияние которого можно аффективно попасть, но проследить которое возможно лишь в акте познания.
Адам Анджеевский и Матеуш Сальва предпринимают попытку выхода за рамки современных теорий, переформулировав метафизику атмосферы и проиллюстрировав примерами городских объектов, они концептуализируют понятие атмосферы целого города, развивая тематику городской эстетики в своей статье «What is an Urban Atmosphere?».
В концепции Анджеевского и Сальвы атмосфера, это нечто способное с онтологической точки зрения охватить пространство целого города. Поэтому неудивительно, что данный термин широко используется: архитекторами, дизайнерами и урбанистами. Анджеевский с Сальвой сравнивают её с настроением, объясняя это тем, что люди вбирают эссенцию, а не элементы, говоря об атмосфере, это происходит благодаря совокупностям (totalities), которые вбирают объект. Таким образом атмосфера является медиатором состояний («можно быть пойманным атмосферой»).То или иное место (site) излучает атмосферу, которая влияет на человеческий образ мышления. Так же выдвигается проблема возможности передачи этой атмосферы.

## Вещь и её экстазы
Проецирование вещи самой себя в мир происходит через объективные свойства, которые представляет собой вещь, а также те свойства, которые фиксируются непосредственно субъектом. Для объяснения этого различия Г. Бёме ввёл известное в классической философии деление на "первичные" и "вторичные" качества, где под "первичными" понимаются фундаментальные объективные, не зависящие от внешних условий, а под "вторичными" те, которые сами по себе за вещью не закреплены, разве только в отношениях с субъектом и зависят от того как субъект воспринимает тот или иной объект.
Чтобы легитимировать идею атмосферы необходимо освободиться от субъектно-объектного разделения. Герман Шмиц подчёркивает, что требуются основательные изменения мысли на стороне субъекта, то есть отказаться от идеи души для отмены «интроекции чувств», а человек должен восприниматься как тело, самоощущение которого априори пространственное.

На основе онтологии вещи, изменённой таким образом, уже становится возможным представить атмосферы осмыслено. Они являются пространствами, поскольку «окрашиваются» присутствием вещей, людей или окружающих общностей — то есть, благодаря их экстазам. Атмосферы сами по себе сферы присутствия чего-либо, носители своей реальности в пространстве. В отличие от подхода Шмица, при таком взгляде атмосферы видятся уже не свободно блуждающими, а наоборот, как нечто, созданное вещами, людьми или их общностями и исходящее от них же. 
«Быть телесно самоосознанным означает в то же время осознавать и оценивать своё состояние существования в окружающей среде, осознавать то, как я себя здесь чувствую».
Таким образом, вещь рассматривается не в терминах её отличия от других вещей, а в том, как она исходит из самой себя. Чтобы продемонстрировать эти способы «исхода» вещи из самой себя, Гернот Бёме ввёл выражение «экстазы вещи».

## «Городская атмосфера»
Исследуя понятие «городской атмосферы», где внедряются понятия UA-1 (городская атмосфера 1) и UA-2 (городская атмосфера 2), UA-1 относится к определённому месту, например центр города Хельсинки, который представляется имперским, а UA-2 относится к городу в целом и соотносится с представлением о Хельсинки как о северном городе. Атмосферное восприятие всего города влияет на то, как воспринимаются определённые места.
Авторы утверждают, что тот или иной город располагает атмосферой UA-2, которая в свою очередь состоит из целого ряда атмосфер UA-1. Опыт, соответствующий UA-2, включает в себя прямые либо сенсорные переживания, соответствующие атмосфере определённых мест / мест (UA-1), но отличающихся по характеру, они в свою очередь более иллюзорны, но не менее реальны или аффективны. Таким образом сочетание сосуществования различных атмосфер — улиц, парков, районов придаёт тому или иному городу уникальные черты свойственной ему атмосфере. С другой стороны, атмосферное восприятие всего города влияет на то, как мы воспринимаем определённые места.
Основное различие между UA-1 и UA-2 заключается в том, что город вряд ли когда-либо воспринимается таким, каким он может быть. В отличие от любого города, городской объект или участок в целом имеют относительно меньшее количество измерений, что позволяет воспринимать его как «нечто», идентичность которого определяется его компонентами и границами. Таким образом, Анджеевский с Сальвой хотели бы предложить внести семантическую и философскую модификацию, а именно заменить термин «site» аналогичным, но отличным от него понятием «place».